# Gastewitz (Grimma)

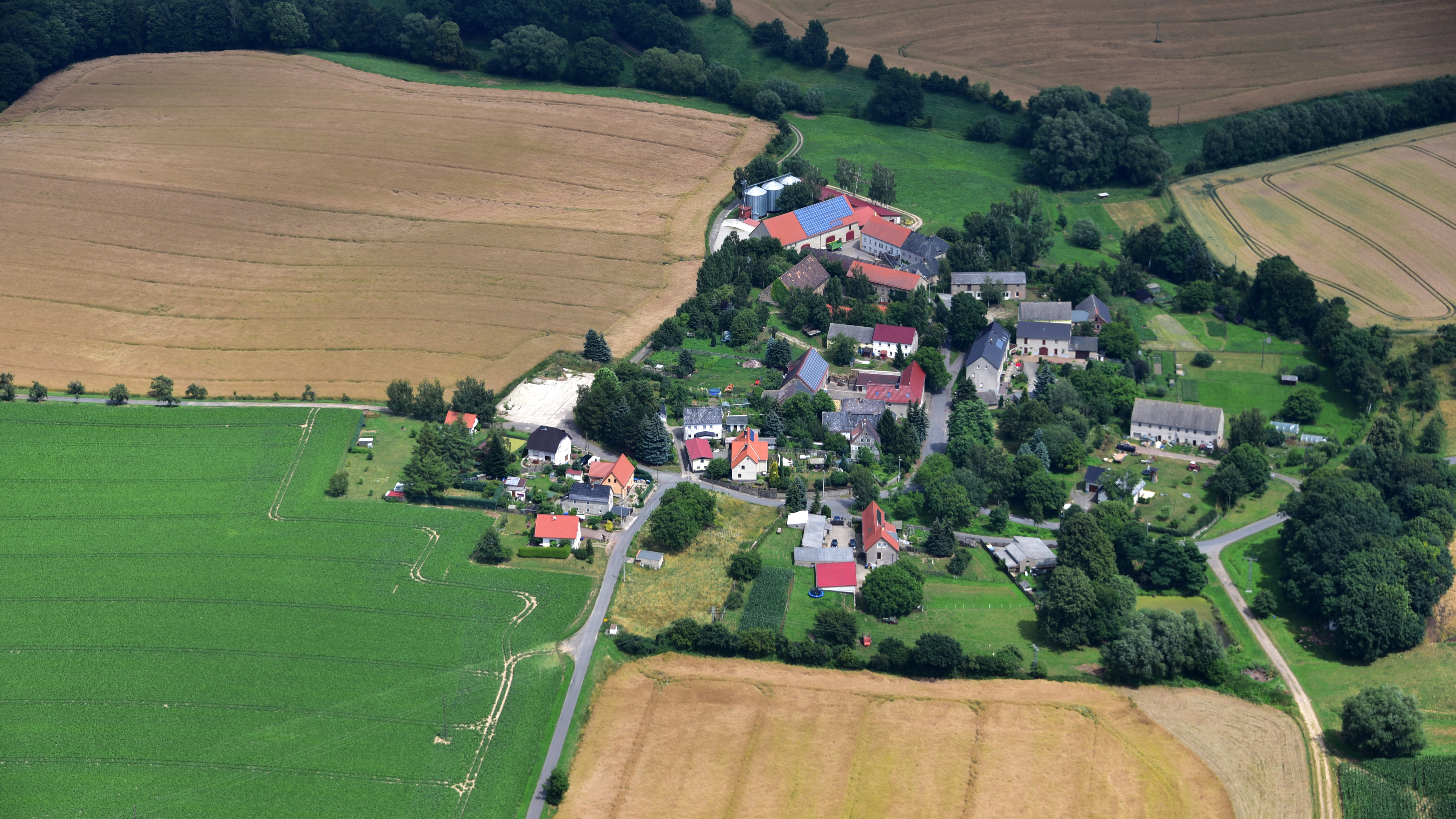
Gastewitz (Grimma), Luftaufnahme (2017)

Gastewitz ist ein Dorf im Landkreis Leipzig in Sachsen. Politisch gehört der Ort seit 2012 zu Grimma. Er liegt an der Staatsstraße S 38 zwischen Mutzschen und Prösitz.
Urkundlich wurde Gastewitz 1251 das erste Mal als „Gosztanewiz“ genannt. Weitere Nennungen waren:
- 1282: Gostanewizt
- 1350: Gostenewicz, Gost(e)wicz
- 1439: Gustebitz
- 1446: Gastewitz
- 1551: Cossewitz
- 1748: Gastewitz
- 1875: Gastewitz b. Mutzschen

Am 1. Januar 1952 wurde Gastewitz nach Prösitz eingemeindet, Prösitz am 1. Januar 1993 wiederum nach Mutzschen. Mit Eingemeindung von Mutzschen nach Grimma am 1. Januar 2012, ist Gastewitz seither ein Gemeindeteil von Letzterem.

## Entwicklung der Einwohnerzahl
| Jahr    | Einwohnerzahl                             |
| ------- | ----------------------------------------- |
| 1548/51 | 11 besessene Mann, 14 1⁄2 Hufen           |
| 1764    | 10 besessene Mann, 6 Häusler, 7 1⁄2 Hufen |
| 1834    | 138                                       |

| Jahr | Einwohnerzahl |
| ---- | ------------- |
| 1871 | 145           |
| 1890 | 143           |
| 1910 | 121           |

| Jahr | Einwohnerzahl |
| ---- | ------------- |
| 1925 | 120           |
| 1939 | 126           |
| 1946 | 169           |

## Persönlichkeiten
- Ernst Steiger (1832–1917), deutsch-US-amerikanischer Buchhändler, Zeitungsverleger und Publizist